# سهره ویلکینز
سهره ویلکینز (نام علمی: Nesospiza wilkinsi) نام یک گونه از سرده سهره‌های جزیره‌ای است.